# Wisa von Westphalen

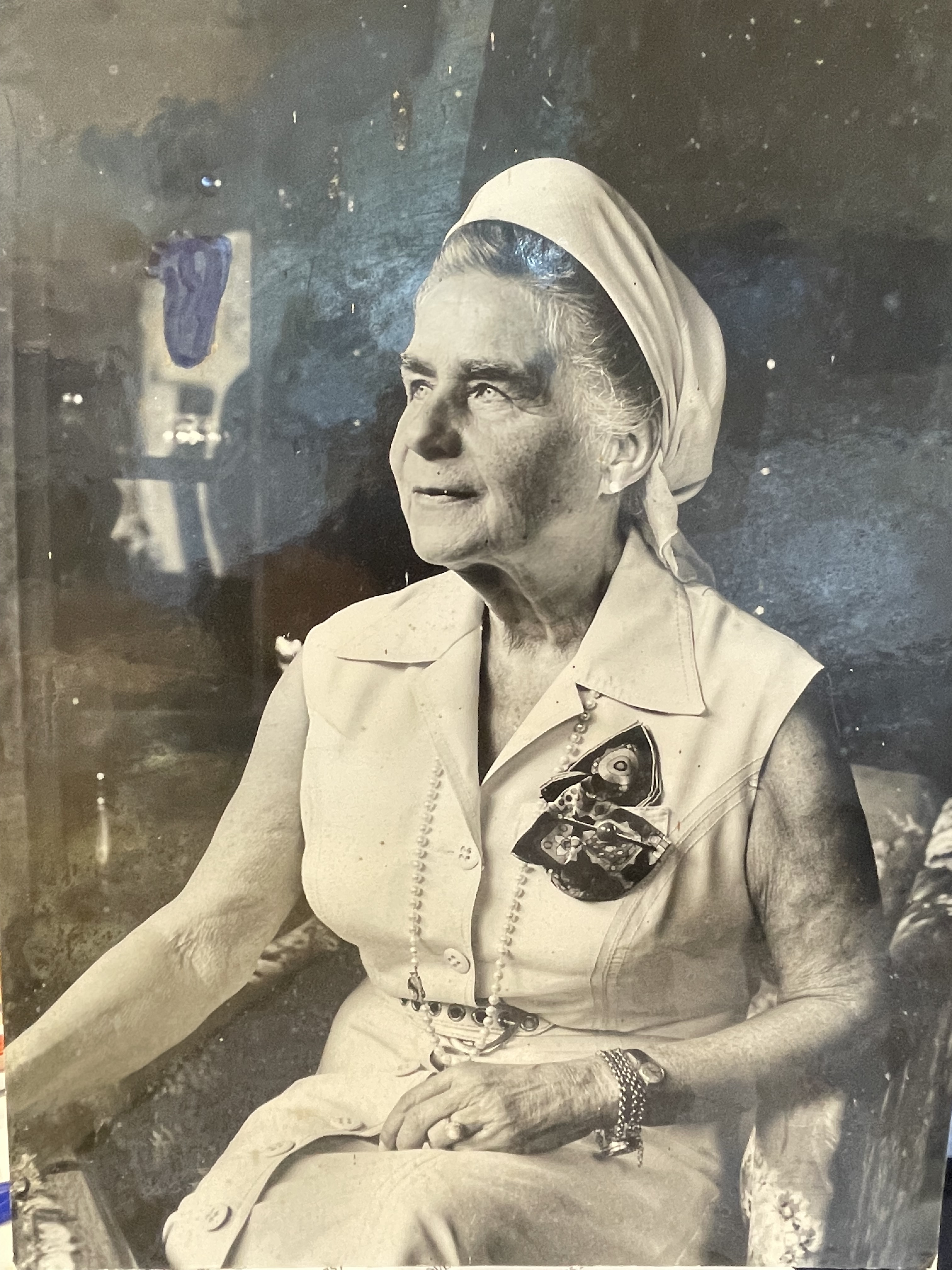
Die Malerin Wisa von Westphalen im Jahr 1977 in ihrem Atelier in der Gipsmühle in Helmern bei Willebadessen, fotografiert von Willie Holtkamp

Wisa von Westphalen (* 12. Oktober 1910 auf Rittergut Helmern in Helmern als Baroness Aloysia Jenny Maria Wilhelmine von Spiegel zu Peckelsheim; † 16. Januar 1993 ebenda; bürgerlich Aloysia Gräfin von Westphalen zu Fürstenberg) war eine deutsche Kunstmalerin. Bekannt wurde sie vor allem als Porträt- und Landschaftsmalerin.

## Leben

### Familie
Wisa von Westphalen wurde 1910 als ältestes Kind des Erbmarschalls und Landrats Joseph Raban Georg Karl Freiherr von Spiegel zu Peckelsheim (1878–1949) und dessen Ehefrau Gertrut geb. von Amelunxen (1887–1957) geboren.
Aufgewachsen ist sie auf dem Rittergut ihrer Eltern in Helmern.

Mit 13 Jahren kam sie auf ein Internat in Holland. Nach dem Schulabschluss 1929 verbrachte sie eine Zeit bei ihrer Tante, der Äbtissin Maria Anna Benedicta von Spiegel, in der Benediktinerinnenabtei St. Walburg zu Eichstätt.
Danach zog sie für ein paar Jahre zu schlesischen Verwandten auf den Gutshof Pannwitz (heute Pannowicze) nahe Breslau, dort beschäftigte sie sich mit der Landwirtschaft. Durch Adoption war dieser Besitz Wisa von Westphalen zugefallen.
Seit 1929 trug sie daher den Namen ihrer Adoptivtante: Gräfin von Bocholtz-Asseburg.
1945 heiratete sie den Kaufmann Karl Wilhelm Clemens Joseph Reichsgraf von Westphalen zu Fürstenberg (1907–1982). Der Ehe entstammen zwei Söhne, Raban (1945–2025) und Benedikt (* 1950). Mit ihrer Familie lebte sie auf der „Gipsmühle“, dem Besitz ihres Vaters – nahe dem elterlichen Geburtshaus in Helmern. Hier hatte sich die Malerin ein Atelier eingerichtet und bis wenige Monate vor ihrem Tod 1993 gearbeitet.

### Künstlerischer Werdegang

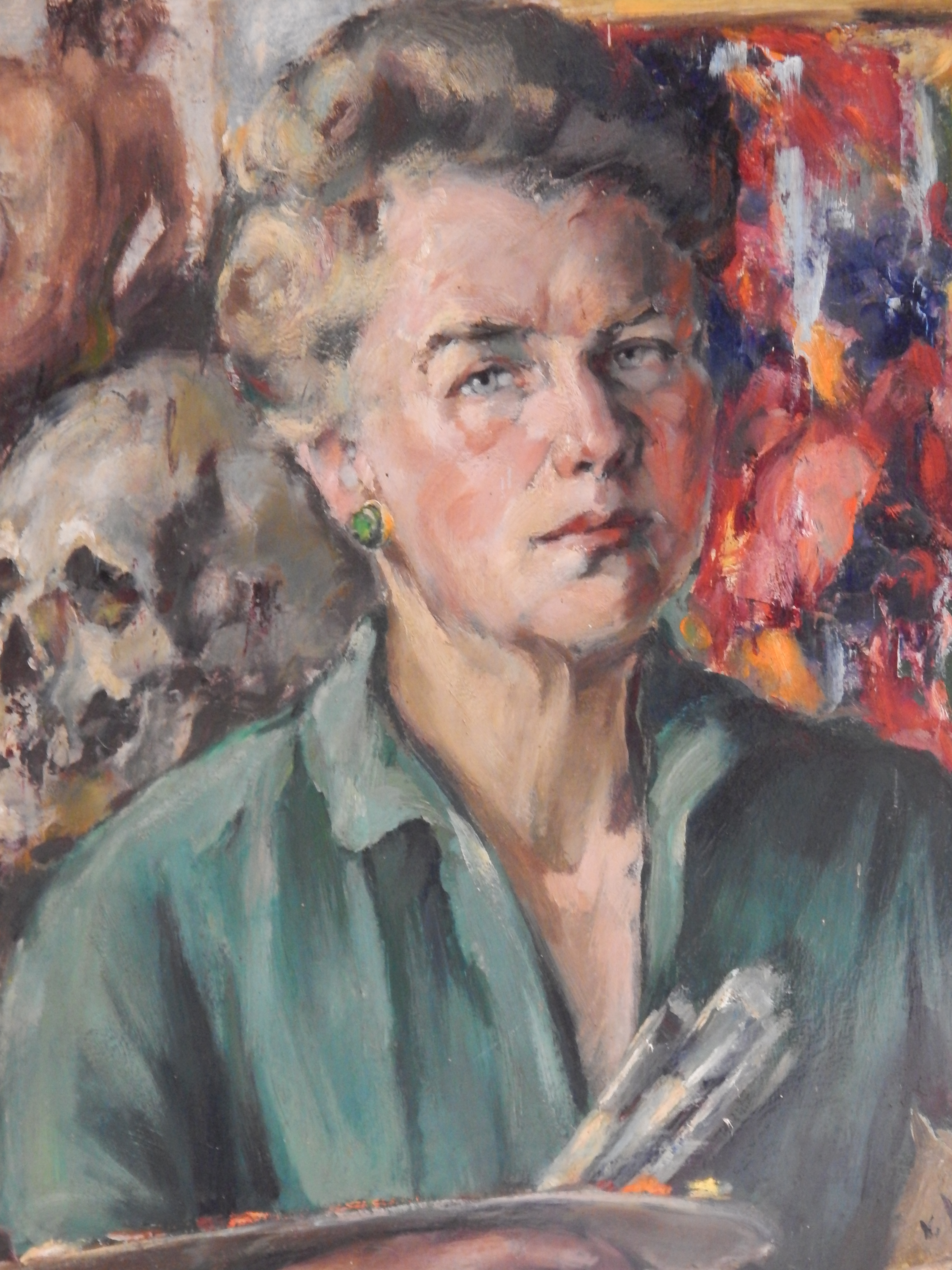
Wisa von Westphalen Selbstporträt Öl (60 × 70 cm, 1968)

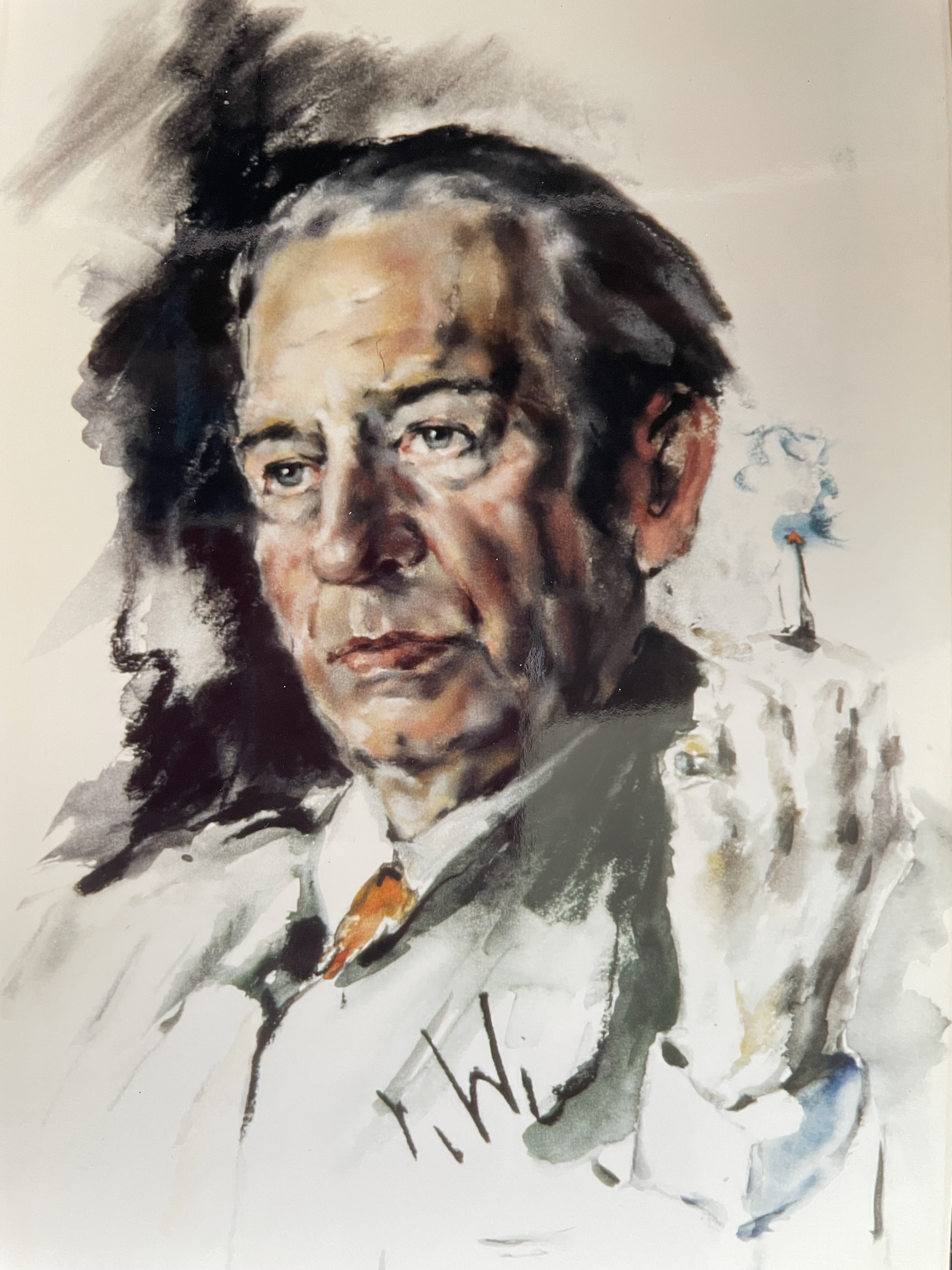
Wisa von Westphalen Portrait Wilhelm Graf von Westphalen (1977)

Von 1935 bis 1943 studierte sie Malerei in München bei Petro Kálmán, Carl Hans Schrader-Velgen und Carl Otto Müller.
Der ungarische Maler Petro Kálmán lehrte sie den Umgang mit dem Porträt, den Menschen in Ruhestellung.
Professor Schrader-Velgen hingegen legte auf die Bewegung, den Menschen in der Natur, Wert, woraus die spätere Vorliebe für die Landschaft resultierte. Möglicherweise wurde so auch der Grundstein für die Tierstudien gelegt.

Von ihrem dritten Lehrer Müller wurde sie noch einmal in der Landschaftsdarstellung unterwiesen; gleichzeitig aber setzte sie sich mit der Gestalt und malerischen Wiedergabe von Blumenmotiven auseinander.
Diese drei Hauptmotive: Landschaft, Blumen und das Porträt begleiteten die Malerin während ihrer gesamten Entwicklung, allerdings nicht mit gleichbleibender Intensität.
Sicherlich hat dabei auch der damalige Zeitgeist auf die Motivwahl eine Rolle gespielt.
Auch bei der Darstellungsweise sind Vorbilder der Künstlerin erkennbar. Betrachtet man die Porträts, welche sie zu Studienzeiten und auch später angefertigt hat, sind Parallelen zu Wilhelm Leibl erkennbar, vor allem zu dessen frühen Werken.
Der leicht flächig aufgetragene Strich, der gut erkennbar ist, ohne die Kontur des Gesichtes aufzulösen, ist ein Merkmal, das sich auch in ihren Arbeiten findet.
Ebenso gestaltet sie den Lichteinfall sehr ähnlich wie Leibl, indem sie eine Gesichtshälfte beleuchtet, die andere im Schatten lässt. Diese Tendenz erscheint angesichts der Tatsache, dass Petro Kálmán Meisterschüler Leibls war, nicht zufällig.
Erst wesentlich später und weniger ausgeprägt schlägt sich die Vorliebe der Malerin für Emil Nolde nieder. Dessen farblicher Ausdruck von Gefühlen und Stimmungen in Landschaftsbildern übernahm sie. Die expressive, stark psychologische Farbgebung Noldes ist in manchen ihrer Arbeiten wiederzufinden, meistens jedoch wesentlich realistischer und entspannter.

Im Laufe ihrer Studienzeit hat sie sich fast ausschließlich mit dem Ölbild auf Leinwand oder auf dünnen Holztafeln auseinandergesetzt. Mit dem Erarbeiten weiterer Techniken werden diese Arten des Ölbildes immer weiter zurückgedrängt, bis sie fast nur noch bei Porträts und manchen Blumenbildern Anwendung finden.
Das Aquarell, das anfänglich noch eher die Stelle eines Hilfsmittels in der Mischtechnik einnahm, verselbständigt sich im Laufe der Jahre. Zuletzt stellt es einen Großteil der Arbeiten.

Ab den 1970er Jahren entstanden zudem auch einige Werke in Monotypie, diese Technik hatte sie von  Franz Sales Gebhardt-Westerbuchberg übernommen. Die Arbeiten sind zum Teil farbbeschränkt gestaltet. So werden oft nur drei bis vier Farben benutzt, diese dann aber fein nuanciert. Die Farbe des Untergrundes, meist ein gedämpftes Weiß, wird miteinbezogen – die Helligkeit des Grundes als lichtgebendes Element gebraucht. Freie Flächen bleiben leuchtend stehen. Durch die auf diese Weise entstehenden Helligkeitskontraste erscheinen die Bilder sehr plastisch.

Bemerkenswert sind die thematische Vielfalt und die unterschiedlichen Handhabungen der Malerin.

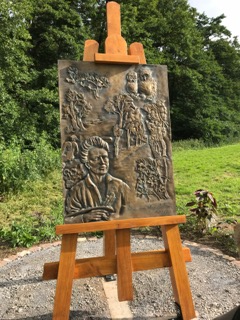
Gedenktafel Wisa von Westphalen, Willebadessen-Helmern (2018)

Wisa von Westphalen hatte zahlreiche Ausstellungen u. a. Galerie der Künstler und Haus der Deutschen Kunst in München oder Freie Künstlergemeinschaft Schanze in Münster. Zudem in Darmstadt, Stuttgart, Hofgeismar und Warburg.
Sowie Einzelausstellungen in Höxter, New York, Düsseldorf, Wiesbaden, Karlsruhe, Bad Krozingen, Bremen, Münster, Bielefeld, Kassel, Gütersloh, Traben-Trarbach, Saarbrücken, Willebadessen und Kronberg im Taunus.
Des Weiteren hatte sie von 1967 bis 1977 auch regelmäßig Ausstellungen in den Staatsbädern, Bad Salzuflen, Bad Oeynhausen und Bad Nauheim.
Während der weltweiten Reisen fertigte sie Studien an – diese Arbeiten geben Eindrücke und Erlebnisse wieder – viele Landschaftsbilder, Porträts und Stillleben entstanden daraus später in ihrem Atelier auf der „Gipsmühle“ in Helmern.
Heute sind ihre Bilder in einer Reihe kirchlicher sowie staatlicher Einrichtungen, u. a. der Abtei Siegburg, oder der Universität Hannover und in verschiedenen Museen wie z. B. dem Stadtmuseum Warburg, öffentlich ausgestellt.
Das Hochstift Paderborn verfügt über ca. 30 Arbeiten, die als Dauerausstellung in der Landvolkshochschule Hardehausen-Scherfede zu sehen sind.
In der Burg Großbodungen und in der Kemenate Großbodungen waren weitere ca. 80 Arbeiten Westphalens bis Ende Juni 2018 ständig ausgestellt.
Viele Arbeiten befinden sich auch in Privatbesitz, ein Werkverzeichnis ist dokumentiert.
Die Gemeinde Willebadessen ließ 2018 durch den Bildhauer Raphael Strauch eine Gedenktafel für die Künstlerin unweit ihres Geburtshauses Gut Helmern errichten.
Am 22. Juni 2018 wurde die Gedenktafel, ein in Epoxidharz gegossenes Selbstporträt, der Öffentlichkeit übergeben.

### Werke (Auswahl)

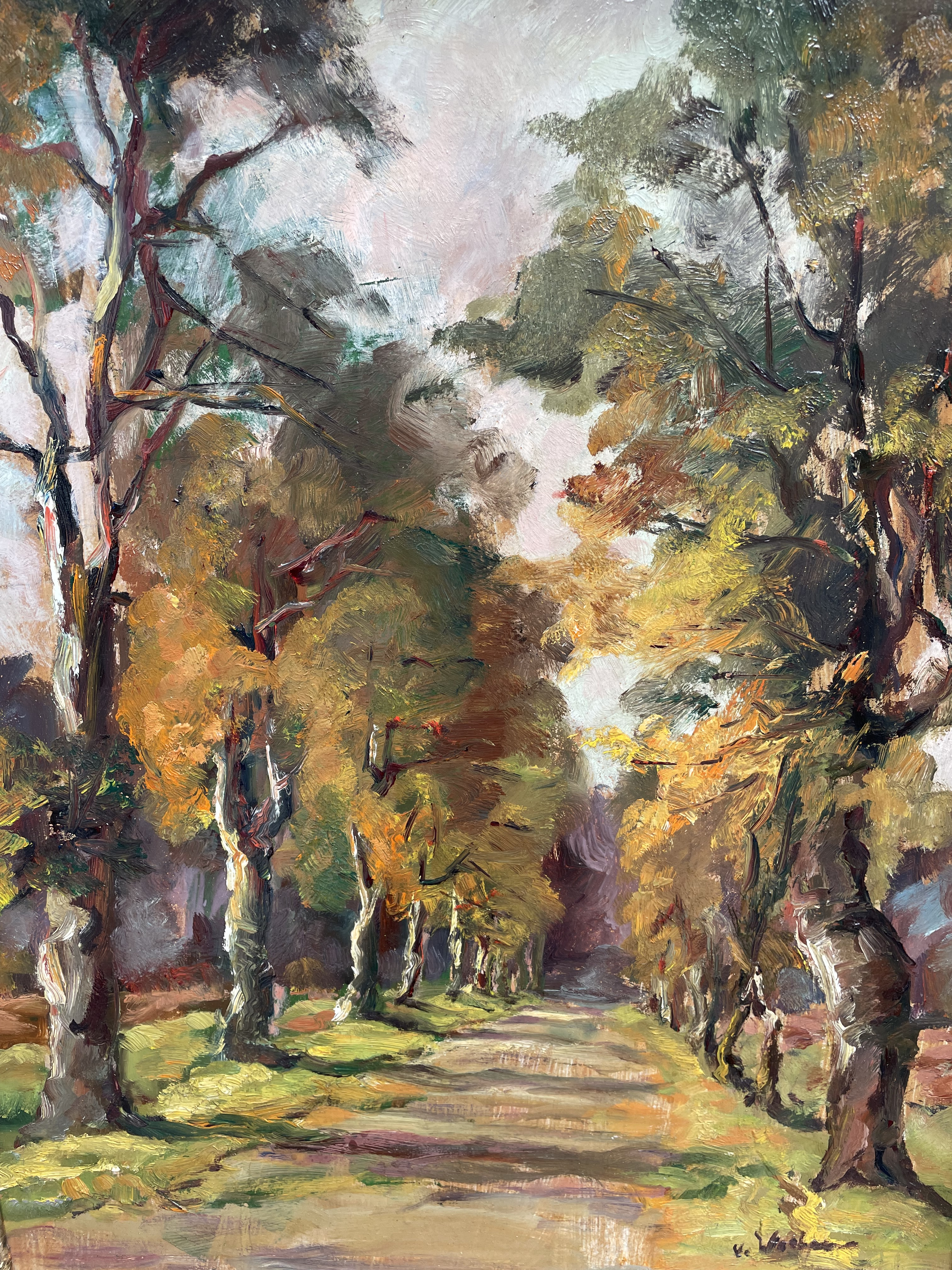
Wisa von Westphalen Birkenweg bei Helmern (Öl 1967)

- Alte Bäuerin am Spinnrad. Bild Nr. 6. Öl (1940)
- Strickende Frau. Öl (60 × 50, um 1941)
- Herbstliche Landschaft. Bild Nr. 24. Öl (25,5 × 35,5, 1943)
- Sonnige Heide mit Stall (Wilsede). Öl (60 × 50, 1949)
- Schwalenberg mit der Burg. Öl (32 × 38,5, 1950)
- Anemonen. Öl (61 × 51, 1965/70)
- Magnolien. Öl (90 × 60, 1965/70)
- Selbstporträt. Öl (60 × 70, 1967)
- Grau du Roi. Aquarell (24 × 17, 1968)
- Uhu. Monotypie (60 × 80, 1970)
- Magnolienzweig. Aquarell (60 × 80, 1972)
- Blüten auf blauen Grund. Öl (60 × 80, 1972)
- Haus auf den Hebriden. Mischtechnik (40 × 50, 1973)
- Hochmoor im Solling. Mischtechnik (60 × 80, 1975)
- Weide am Wasser. Aquarell (50 × 70, 1976)

## Ausstellungen (Auswahl)

### Einzelausstellungen
- 1947–1969: Höxter, Kunstkabinett Henze[A 1]
- 1961: München, Galerie Malura
- 1967: New York, Chodroff-Galeries
- 1967/1969/1971/1974/1977: Staatsbad Bad Salzuflen, Wandelhalle[6]
- 1968/1970/1975: Staatsbad Bad Oeynhausen, Wandelhalle[7]
- 1969/1971: Staatsbad Bad Nauheim, Ausstellungsräume im Kurbad
- 1970: Düsseldorf, Galerie May
- 1970: Wiesbaden, Galerie Dahms
- 1970: Karlsruhe, Heinrich-Hertz-Haus
- 1970: Bad Krozingen, Kurhaus
- 1971: Bremen, Godenwind
- 1973/1976: Galerie Münster
- 1973: Bielefeld, Kunstkabinett Fischer
- 1975: Kassel, Kleine Galerie
- 1976: Gütersloh, Galerie Friedmann
- 1979: Atelierausstellung in der Gipsmühle
- 1982: Traben-Trarbach, Brückentorgalerie
- 1983: Atelierausstellung in der Gipsmühle
- 1983/1989: Saarbrücken, Galerie Neuheisel[8]
- 1986: Willebadessen, Europäischer Skulpturenpark
- 1987: Kronberg, Receptur
- 1990: Höxter, Goldschmiede Dött

Memoriam
- 2016: Warburg, Landvolkshochschule Hardehausen[A 2]
- 2018: Willebadessen, Schloss Willebadessen[A 3][9]
- 2023: Helmern, St. Kilian Halle[A 4]

### Kollektivausstellungen
- 1943: München, Berufsverband Münchner Künstler[10]
- 1960: Münster, Freie Künstlergemeinschaft Schanze
- 1960–1965: Kunstkreis Lippe-Ravensberg
- 1965/1966: München, Haus der Deutschen Kunst
- 1968: Darmstadt, Internationale Künstler sehen Tier und Jagd
- 1969: Stuttgart, Deutsche Maler sehen die Provence
- 1974: Hofgeismar, Kunstkreis[11]
- 1980: Warburg, Ausstellung zu Ehren des Malers Hans Kohlschein

## Reisen
- 1929/1939: Italien[A 5]

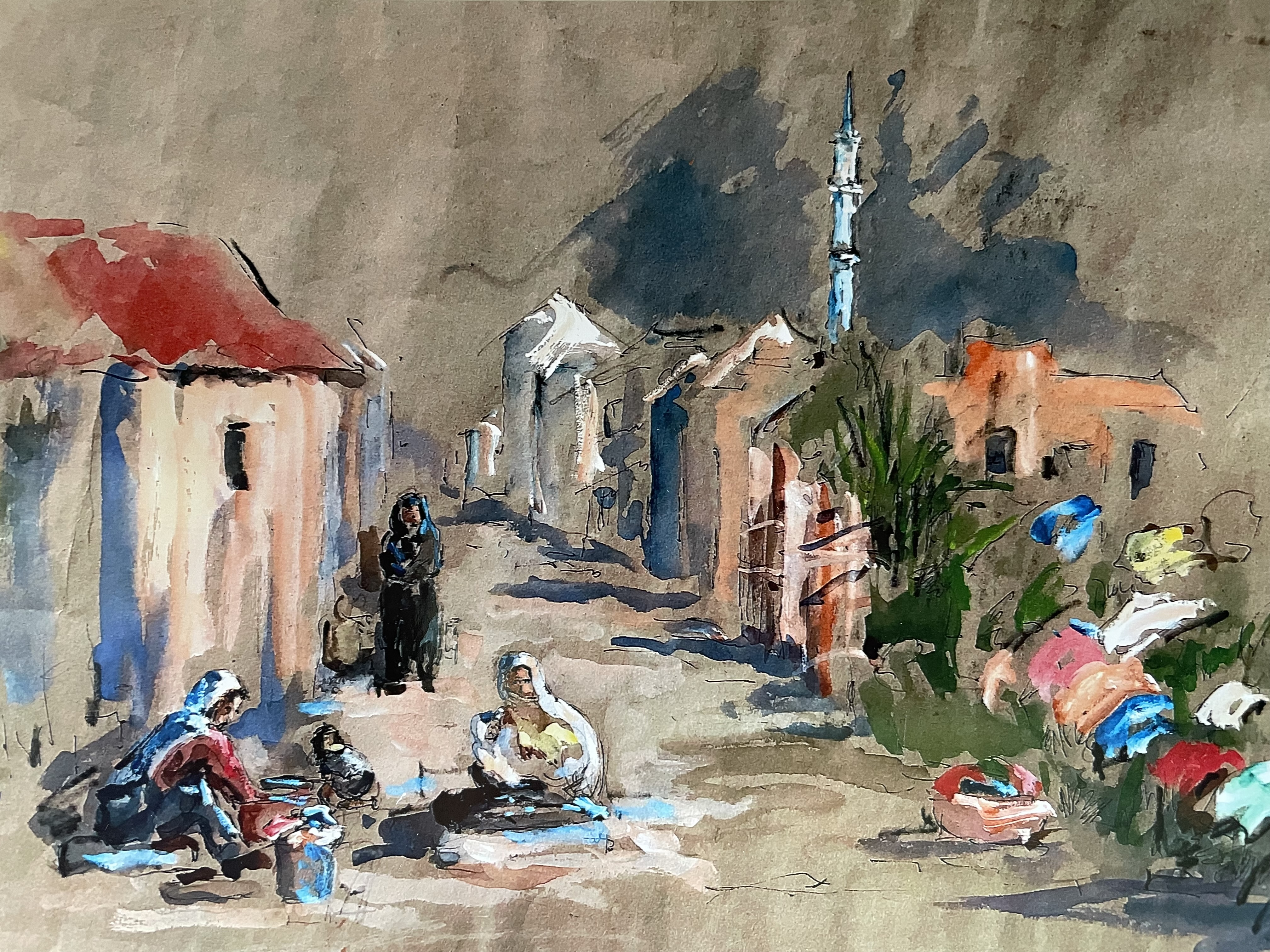
Wisa von Westphalen Markt in Lattakia – Syrien (Mischtechnik 1958)

- 1939/1971/1975/1984: Norwegen / Spitzbergen[A 6]
- 1951/1955/1968/1974: Südfrankreich / Provence
- 1952/1958: Tessin
- 1952/1970/1979: Spanien / Andalusien
- 1956/1985: Ägypten
- 1959: Vorderer Orient
- 1960/1973: England / Nord- und Mittelengland
- 1962/1984: Süditalien
- 1962/1972/1988: Ägäis / Kreta
- 1963/1972/1986: Frankreich / Normandie, Bretagne, Périgord
- 1964/1982/1986/1988: Jugoslawien / Griechenland
- 1967/1968/1969/1980/1986/1990: Nordafrika, Ostafrika, Südafrika
- 1980: Brasilien, Karibik, Irland
- 1983: Jordanien, Israel
- 1983: Moskau, Leningrad
- 1985: Kolumbien, Ecuador, Galapagos
- 1988: Feuerland, Patagonien, Osterinseln
- 1989: Indonesien, Sumatra, Java

### Presseberichte (Auswahl)
- Freie Presse (Bielefeld), 6. Dezember 1958 / 28. August 1959
- Westfalen-Blatt (Bielefeld), 20. März 1967 / 28. September 1973 / 23. März 1977
- Westfälische Neue Presse (Warburg), 28. April 1970
- Rheinische Post (Düsseldorf), 11. Juni 1970
- Badische Zeitung (Freiburg im Breisgau), 12. Juli 1970
- Münstersche Zeitung (Münster), 4. April 1973
- Cuxhavener Presse (Cuxhaven), 20. Juli 1973
- Lippische Rundschau (Detmold), 19. April 1974
- Westfalen Zeitung (Bielefeld), 5. April 1977 / 11. Oktober 1980
- Frankfurter Allgemeine Zeitung (Frankfurt am Main), 6. September 1978
- Nauheimer Zeitung (Bad Nauheim), 9. Mai 1979
- Mittelmosel-Zeitung (Traben-Trarbach), 16. März 1982
- Warburger Zeitung (Warburg), 11. September 1990
- Neue Westfälische (Bielefeld), 25. September 1997
- Neue Westfälische (Bielefeld), 18. September 2016[12]
- Westfalen-Blatt (Bielefeld), 24. Juni 2018[13]